# Lari, Pisa
Lari là một đô thị ở tỉnh Pisa trong vùng Toscana thuộc Ý, có cự ly khoảng 60 km về phía tây nam của Florence và khoảng 25 km về phía đông nam của Pisa. Tại thời điểm ngày 31 tháng 12 năm 2004, đô thị này có dân số 8.324 người và diện tích là 45,1 km².
Đô thị Lari có các frazioni (các đơn vị trực thuộc, chủ yếu là các làng) Aiale, Boschi, Capannile, Casciana Alta, Casine di Perignano, Cevoli, Colle, Croce, Gramugnana, La Capannina, Lavaiano, Perignano, Usigliano, S.Ruffino, Orceto, Querceto, Quattro Strade, và Spinelli.
Lari giáp các đô thị: Capannoli, Casciana Terme, Cascina, Crespina, Lorenzana, Ponsacco, Pontedera, Terricciola.
In Lari was born the physician Eusebio Valli.